# Porfierbruine zwameter
De porfierbruine zwameter (Hypomyces porphyreus) is een schimmel behorend tot de familie Hypocreaceae. Deze biotrofe parasiet leeft in loofbossen. Hij komt voor op plaatjeszwammen.

## Verspreiding
In Nederland komt de porfierbruine zwameter zeer zeldzaam voor.